# Salvia cernavodae
Salvia cernavodae là một loài thực vật có hoa trong họ Hoa môi. Loài này được Nyár. miêu tả khoa học đầu tiên năm 1942.